# آندوئینگ (روانکاوی)
از جمله مکانیسم‌های دفاعی که فروید مطرح کرده‌است، آندوئینگ است. آندوئینگ در فارسی به باطل سازی، نادیده گرفتن، ابطال، خنثی سازی، و عمل زدایی ترجمه شده‌است. آندوئینگ نوعی "جادو" است که هم عواقب یک تجربه، و هم خود آن تجربه را محو می‌کند. در نتیجه، آنچه روی داده‌است، به طرز معجزه آمیزی، به چیزی تبدیل می¬شود که “هرگز روی نداده‌است”. اما آندوئینگ فقط حرکات عملی را در بر نمی‌گیرد. وقتی یک نفر می‌گوید "چند سال است مریض نشده-ام" یا "تا حالا خانهٔ ما دزد نیامده‌است"، و بلافاصله به یک تخته چند ضربه می‌زند و/یا می‌گوید " بزنم به تخته "، در واقع می‌خواهد تفکری را که بیش از حد مطمئانه بوده‌است را آندو کند. او که ابتدا به سلامت خود غرّه شده‌است، بلافاصله به یاد می‌آورد که ممکن است مریض شود. گاهی فرد کاری انجام می‌دهد که به دیگران ضرر می‌رساند، کار آن‌ها را زیاد می‌کند یا ناراحتشان می‌کند. او برای آندو کردن آن کارها، برای کمک به آن افراد تلاش مضاعف می‌کند یا به هر طریق دیگری می‌خواهد کارهای ناشایست خود را جبران کند. شوهری که با زنش دعوای مفصلی کرده‌است ناگهان او را غرق هدایا می‌کند. تاجری که کلاه برداری می‌کند اعانه¬های هنگفتی به موسسات خیریه می‌دهد. یا مادر خودخواهی که چند روز بچه اش را تنها گذاشته‌است برای او اسباب بازیهای گرانقیمت می‌خرد. یک مثال دیگر از آندوئینگ در بیماران جسمی دیده می‌شود، به این ترتیب که بیمار فکر می‌کند که با انجام دادن رفتارهای "درست" می‌تواند رویدادهایی را که در اثر رفتارهای "نادرست" روی داده‌اند محو کند. برای مثال، کسی که در نتیجهٔ استعمال مواد مخدر با سرنگهای آلوده، به بیماری کشندهٔ ایدز مبتلا شده‌است، تصمیم می‌گیرد از مصرف مواد مخدر دست بردارد، و شروع به ورزش و خوردن غذاهای سالم کند. توجه داشته باشید که همه این کارها در سطح ناهشیار انجام می‌شود. یعنی، این افراد از علت کارهای خود آگاه نیستند. اگر انگیزه و علت خرید هدیهٔ گرانبها بعد از دعوای مفصل شب قبل مشخص بوده و فرد بداند که چرا این کار را کرده‌است، آن را از لحاظ تکینکی نمی‌توانیم آندوئینگ بنامیم. اما اگر فرد از احساس گناه، عذاب وجدان یا شرمندگی خود آگاه نباشد و در نتیجه، به‌طور خودآگاه یا هشیارانه نتواند بر تمایل خود به از بین بردن آن کنترل داشته باشد، آنگاه می‌توان از اصطلاح آندوئینگ استفاده کرد.
آندوئینگ را نمی توان به عمل زدایی یا فعل زدایی ترجمه کرد، زیرا این مکانیسم دفاعی علاوه بر افعال، افکار، هیجانها و احساسات و عواقب اعمال را نیز در بر می‌گیرد. آن را به ابطال نیز نمی توان ترجمه کرد، زیرا در عمل ابطال، فعل یا احساس اولیه هنوز مشهود است. برای مثال، وقتی یک چک را باطل می‌کنید، آن چک هنوز مشهود است فقط اعتبار خود را از دست داده‌است. اما در آندوئینگ، فعل یا عواقب آن طوری از بین می‌روند که انگار هرگز روی نداده‌اند.